# بني مجرو (الرتبة)
بني مجرو هي إحدى مشيخات المملكة المغربية، تتبع جغرافيا لإقليم تاونات وإداريًا لالرتبة. يقدر عدد سكانها بـ 3734 نسمة حسب الإحصاء الرسمي للسكان والسكنى لسنة 2004.